# Умберто Бочони
Умберто Бочони (Ређо ди Калабрија, 19. октобар 1882 — Верона, 17. август 1916) био је италијански сликар и вајар. Помогао је у обликовању револуционарне естетике покрета футуризам као једна од његових кључних личности. Упркос кратком животу, његов приступ динамици форме и деконструкцији чврсте масе утицао је на уметнике и дуго након његове смрти. Његова дела се налазе у многим јавним уметничким музејима, а 1988. године Метрополитен музеј уметности у Њујорку организовао је велику ретроспективну изложбу са 100 радова.

## Биографија
Умберто Бочони је рођен 19. октобра 1882. у Ређо Калабрији . Његов отац је био мањи државни службеник, пореклом из региона Ромања на северу, а његов посао је укључивао честе прерасподеле широм Италије. Породица се убрзо преселила даље на север, а Умберто и његова старија сестра Амелија одрасли су у Форлију (Емилија-Ромања), Ђенови и коначно Падови. Са 15 година, 1897. године, Умберто се са оцем преселио у Катанију на Сицилији, где је завршио школу. Нешто после 1898. преселио се у Рим и студирао уметност на Сцуола Либера дел Нудо на Аццадемиа ди Белле Арти ди Рома. Такође је студирао код Ђованија Маталонија, уметника плаката у стилу слободе . 
Оно мало што се зна о његовим годинама у Риму налази се у аутобиографији његовог пријатеља Ђина Северинија (1883–1966), који се сећао њиховог сусрета 1901. године и обостраног интересовања за Ничеа, побуну, животна искуства и социјализам. Бочонијеви списи у то време већ изражавају комбинацију огорчења и ироније која ће постати доживотна карактеристика. Његова критичка и бунтовна природа, као и свеукупне интелектуалне способности, значајно би допринели развоју футуристичког покрета. Након што је изградио темељ вештина, проучавајући класику кроз импресионизам, и он и Северини су постали ученици Ђакома Бале (1871–1958), сликара који се фокусирао на модерну дивизионистичку технику, сликајући подељеном, а не мешаном бојом и разбијајући осликану површину у поље испрекиданих тачака и пруга. Северини је написао: „Била је то велика срећа за нас да упознамо таквог човека, чији је правац био пресудан за све наше каријере.“
Године 1906, накратко се преселио у Париз, где је проучавао импресионистичке и постимпресионистичке стилове, пре него што је посетио Русију на три месеца, где је из прве руке стекао увид у грађанске немире и владине репресије. Вративши се у Италију 1907. године, кратко је похађао часове цртања на Академији лепих уметности у Венецији . Први пут је посетио уметничко друштво „Famiglia Artistica“ у Милану 1901. године.
Док је путовао из једног града у други, паралелно са својим најреволуционарнијим уметничким подухватима, радио је као комерцијални илустратор. Између 1904. и 1909. године снабдевао је литографије и гваш слике међународно признатим издавачким кућама, као што је берлинска издавачка кућа Stiefbold & Co. Бочонијева продукција у овој области показује његово познавање савремене европске илустрације, као што су радови Сесила Алдина, Харија Елиота, Анрија Касијеа и Алберта Бертса, и сведочи о његовој упознатости са савременим трендовима у визуелним уметностима уопште.
Бочони се преселио у Милано 1907. Тамо је, почетком 1908. године, упознао дивизионистичког сликара Гаетана Превијатија . Почетком 1910. године упознао је Филипа Томаса Маринетија, који је већ годину дана раније објавио свој „Манифест футуризма“. Бочони је 11. фебруара 1910. са Балом, Карлом Каром, Луиђијем Русолом и Северинијем потписао Манифесто деи питтори футуристи ("Манифест футуристичких сликара"), а 8. марта је прочитао манифест у позоришту Политеама Цхиарелла у Торину. 
Бочони је постао главни теоретичар футуризма .  „Тек када су Бочони, Бала, Северини и неколико других футуриста отпутовали у Париз крајем 1911. године и видели шта су Брак и Пикасо радили, покрет је почео да добија прави облик.“  Такође је одлучио да постане вајар након што је 1912. године посетио разне атељее у Паризу, укључујући атељее Жоржа Брака, Александра Архипенка, Константина Бранкушија, Рејмона Дишана-Вијона, Огјуста Агера и, вероватно, Медарда Роса .  Године 1912. изложио је неколико слика заједно са другим италијанским футуристима у Галерији Бернхајм-Жен, а следеће године се вратио да изложи своје скулптуре у Галерији Ла Боети: све су се односиле на разраду онога што је Бочони видео у Паризу, где је посетио атељее кубистичких вајара, укључујући атељее Константина Бранкушија, Рејмонда Дишана-Вијона и Александра Архипенка како би проширио своје знање о авангардној скулптури. 
Године 1914. објавио је дело Pittura e scultura futuriste (динамизам пластичних слика) у којем је објаснио естетику групе:
„Док импресионисти сликају слику да би дали један одређени тренутак и подређују живот слике њеној сличности са тим тренутком, ми синтетизујемо сваки тренутак (време, место, облик, тон боје) и тако сликамо слику.“
Излагао је у Лондону, заједно са групом, 1912.  Галерија Саквил) и 1914. (Галерија Доре): две изложбе су оставиле дубок утисак на бројне младе енглеске уметнике, посебно на К.Р. В. Невинсона, који се придружио покрету. Други су се уместо тога придружили његовом британском еквиваленту, Вортицизму, који је предводио Виндам Луис .
„Бочонијев дар је био да унесе свеж поглед на стварност на начине који су, како сада препознајемо, дефинисали природу модерног покрета у визуелним уметностима и књижевности.“  --Мајкл Гловер (ликовни критичар, The Independent )

## Војна служба и смрт
Италијанско учешће у Првом светском рату почело је крајем маја 1915. године објавом рата Аустроугарској . „Добровољци бициклиста и аутомобилиста Ломбардског батаљона“, чији је део био Бочони, кренули су почетком јуна из Милана ка Галаратеу, а затим ка Пескјери дел Гарда, у позадини Трентинског фронта. У јулу 1915. године, добровољци су били намењени сектору фронта око Але и Гардесане. Дана 24. октобра 1915. године, Бочони је учествовао у бици код Досо Казине. Првог децембра 1915. године, батаљон је распуштен у оквиру опште реорганизације; добровољци су привремено отпуштени, а затим је сваки од њих позван заједно са класом. У мају 1916. Бочони је регрутован у италијанску војску и распоређен је у артиљеријски пук у Сортеу код Кјева, близу Вероне . Дана 16. августа 1916. године, пао је са коња током вежбе коњице и био је прегажен.   Умро је следећег дана, у тридесет трећој години, у војној болници у Верони, а сахрањен је на Монументалном гробљу тог града.
- Гробница у Верони
- Споменик где је Бочони смртно повређен у Сортеу код Кјева

## Дела

### Рани портрети и пејзажи
Од 1902. до 1910. године, Бочони се првобитно фокусирао на цртеже, затим је скицирао и сликао портрете – са мајком као честим моделом. Такође је сликао пејзаже – често укључујући долазак индустријализације, возове и фабрике, на пример. Током овог периода, он преплиће поентилизам и импресионизам, а утицај Ђакома Бале, а технике дивизионизма су очигледне у раним сликама (мада касније углавном напуштене). „Јутро“ (1909) је познато по „смелој и младалачкој жестини боја“ и као „смела вежба у сјају“.  Његова слика „ Три жене “ из 1909–10, која приказује његову мајку и сестру, и дугогодишњу љубавницу Инес у центру, наведена је као слика која изражава велике емоције – снагу, меланхолију и љубав. 

### Развој футуризма
Бочони је радио скоро годину дана на слици „La città sale или Град се уздиже“ из 1910, огромној слици (2 x 3 метра), која се сматра његовом прекретницом у футуризму. „Покушао сам велику синтезу рада, светлости и покрета“, написао је пријатељу.  Након изложбе у Милану у мају 1911. године, слика је привукла бројне критике, углавном одушевљене. До 1912. године постала је главна слика за изложбу која је путовала по Европи, увод у футуризам. Те године је продата великом пијанисти, Ферућу Бузонију, за 4.000 лира,  и данас је често истакнуто изложена у Музеју модерне уметности у Њујорку, на улазу у одељење за сликарство. 
„La risata“ (1911, Смех ) се сматра првим истински футуристичким делом Бочонија. Потпуно се растао са дивизионизмом и сада се фокусирао на сензације произашле из његовог посматрања модерног живота. Његов јавни пријем је био прилично негативан, неповољно упоређен са „Три жене“, а посетилац га је уништио, прелазећи прстима кроз још увек свежу боју.  Накнадне критике су постале позитивније, а неки су слику сматрали одговором на кубизам. Купио ју је Алберт Борхардт, немачки колекционар који је стекао 20 футуристичких дела изложених у Берлину, укључујући и „Улица улази у кућу“ (1911) која приказује жену на балкону са погледом на прометну улицу. Данас је и први у власништву Музеја модерне уметности,  а други у власништву Музеја Шпренгел у Хановеру . 
Бочони је већи део 1911. године провео радећи на трилогији слика под називом „ Stati d'animo “ („ Стања ума “), за које је рекао да изражавају одлазак и долазак на железничку станицу – „Опроштаји “, „Они који одлазе “ и „Они који остају “.  Све три слике је првобитно купио Маринети, све док их Нелсон Рокфелер није добио од своје удовице и касније их поклонио Музеју модерне уметности у Њујорку. 
Почевши од 1912. године, са делом „Elasticità“ или „Еластичност“, које приказује чисту енергију коња, ухваћену интензивним хроматизмом, завршио је серију динамистичких слика: „Dinamismo di un corpo umano“ ( Људско тело ), „Ciclista “ ( Бициклиста ), „ Фудбалер“, а до 1914. године „Dinamismo plastico: cavallo + caseggiato“ ( Пластични динамизам: Коњ + Куће ).
Док је настављао овај фокус, оживео је своје раније интересовање за портретисање. Почевши од дела „L'antigrazioso“ ( Антиграциозна ) из 1912. године, а настављајући са „I selciatori“ ( Улични поплочавачи ) и „Il bevitore“ ( Пијаница ), оба из 1914. године.
Године 1914. Бочони је објавио своју књигу „ Pittura, scultura futuriste“ ( Футуристичко сликарство и вајарство ), што је изазвало раздор између њега и неких његових футуристичких другова. Можда је као резултат тога напустио своје истраживање динамизма и уместо тога тражио даље разлагање субјекта помоћу боје.  Са делима „Хоризонтални волумени“ из 1915. и „Портрет Ферућа Бузонија“ из 1916. године, завршио је потпуни повратак фигуративном сликарству. Можда је прикладно што је ова последња слика била портрет маестра који је купио његово прво футуристичко дело, „Град се уздиже“ .
Између 1906. и 1915. године његова мајка Чечилија Форлани појавила се као кључна фигура у најмање четрдесет пет његових дела, у различитим медијима.  

### Скулптурe
Писање његовог Manifesto tecnico della scultura futurista ( Технички манифест футуристичке скулптуре ), објављен 11. априла 1912. године, био је Бочонијев интелектуални и физички почетак света скулптуре; почео је да ради са скулптуром претходне године. 
До краја 1913. године завршио је оно што се сматра његовим ремек-делом, „Forme uniche della continuità nello spazio “ ( Јединствени облици континуитета у простору ), у воску. Његов циљ за рад био је да прикаже „синтетички континуитет“ кретања, уместо „аналитичког дисконтинуитета“ који је видео код уметника попут Франтишека Купке и Марсела Дишана .  Током његовог живота, дело је постојало само као гипсани одливак. Први пут је изливена у бронзи 1931. године.  Ова скулптура је била предмет опсежних коментара, а 1998. године је изабрана као слика која ће бити угравирана на полеђини италијанског новчића од 20 центи .
Убрзо након Бочонијеве смрти 1916. године (и након што је у Милану одржана меморијална изложба  ), његова породица их је привремено поверила колеги вајару, Пјеру да Верони ; да Верона је потом затражио од свог асистента да их одложи на локалну депонију смећа.  Маринетијев гневни приказ уништења скулптура био је мало другачији; у својим мемоарима је навео да су скулптуре уништили радници како би очистили просторију у коју их је поставио „завидни пасеистички ускогруди вајар“.  Тако је велики део његовог експерименталног рада од краја 1912. до 1913. године уништен, укључујући и дела која се односе на савремене слике, а која су позната само преко фотографија. Једно од ретких сачуваних дела је Антиграциозо ( Антиграциозна, такође названа Мајка ).
Године 2019, Есторикова колекција модерне италијанске уметности одржала је изложбу реконструишући неколико уништених скулптура.

## Дела
- Чланак – Манифест деи питтори футуристи, 1910. (Манифест сликара футуриста) [22]
- Чланак – Манифест футуристичке скулптуре, април 1912.
- Чланак – Пластична основа футуристичке скулптуре и сликарства, у часопису Лацерба, издање за март 1913. [23]
- Чланак – Еспосизионе ди сцултура футуриста дел питторе е сцулторе футуриста, 1913 [24]
- Чланак – Манифесто тецницо делла сцултура футуриста, 1914. [25]
- Књига – Pittura, scultura futuriste (Футуристичко сликарство и вајарство), 1914 [26]

## Изложбе
- Есторикова колекција модерне италијанске уметности, 2019 – Умберто Бочони: Рекреација изгубљених скулптура
- Есторикова колекција модерне италијанске уметности, 2009 – Стогодишњица Маринетијевог футуристичког манифеста, са 20 дела [11][12]
- Музеј Соломона Р. Гугенхајма, 2004 – Изложба усмерена на Материју, са још 23 дела. [27][28]
- Метрополитен музеј уметности, Њујорк, 1988 – Велика ретроспектива [2]

Ретроспективни каталог: Умберто Бочони, Естер Коен, 272 стр., 1988. 
- Castelvecchio Музеј Верона, 1985–1986 & Пинацотеца ди Брера Милан, 1986 & Сан Стае Венице, 1986 – Боцциони а Венезиа
- Palazzo Reale di Milano, 1982–1983 & Музеј уметности, Хановер, 1983 – Боцциони а Милано
- Palazzo Reale di Milano, 1973–1974 – Боцциони е ил суо темпо